# Стадион Первого мая
Стадион Ныннадо имени Первого мая (кор. 릉라도5.1경기장?, 綾羅島五月一日競技場?) — многофункциональный стадион, расположенный на небольшом песчаном острове Ныннадо в Пхеньяне (КНДР). Является вторым по вместительности стадионом мира общей площадью 207 000 м², рассчитан на 114 000 зрителей. Находящийся в Праге Страговский стадион, имеющий нестандартные размеры и рассчитанный на 220 000 зрителей, в настоящий момент в качестве стадиона не используется, являясь тренировочной базой.

## Описание
Стадион строился с 1986 по 1989 годы для проведения XIII фестиваля молодёжи и студентов.
Название стадиона происходит от острова Ныннадо на реке Тэдонган, на котором он находится, и Международного дня солидарности трудящихся — 1 Мая. Особенностью конструкции Стадиона Первого мая являются шестнадцать арок, образующих кольцо, из-за этого стадион по форме напоминает цветок магнолии. Лепесткообразная крыша накрывает трибуны и восьмиэтажное здание стадиона. Самая высокая часть крыши возвышается на 60 метров над землёй.
Стадион имеет различные помещения для подготовки спортсменов, тренажёрные залы, бассейны, кухню, ресторан, современную двухсотметровую дорожку. На стадионе имеется 80 выходов. Все места сидячие и индивидуальные.
В 1993 году на стадионе проходило мероприятие в честь 40-летия «Победы в Великой Отечественной Освободительной войне».
28 и 29 апреля 1995 года на арене проходило крупное PPV-шоу «Colision in Korea» (официальное наименование — Пхеньянский Международный фестиваль спорта и культуры во имя мира) из восьми профессиональных поединков рестлеров. В Северной Америке это событие показали лишь 4 августа 1995 года. За два дня это мероприятие посетило 340 000 человек.
В октябре 2000 года стадион посетила Госсекретарь США Мадлен Олбрайт.
В 2000 году на стадионе прошло мероприятие «Непобедима Трудовая Партия Кореи» (кор. 백전백승 조선로동당) в честь 55-летия ТПК.
С 2002 по 2013 годы (с перерывом в 2006 году), с августа по октябрь на стадионе проводились массовые музыкально-гимнастические представления «Ариран», прославляющие идею Чучхе, борьбу народа и армии за создание «могучей и процветающей державы» и объединение Кореи. Количество участников достигало сотни тысяч человек, из них порядка 16 тысяч человек участвовали в создании «живого экрана» – матрицы 207х928 пикселей, составленной из книжек, которые держат участника и синхронно по команде перелистывают. При этом используется множество ярких и массивных декораций, превращающих спортивную арену в сплошную сцену. Представление в августе 2007 года вошло в Книгу рекордов Гиннесса как самое массовое шоу в истории.
В 2014 году стадион был закрыт на реконструкцию, из-за чего запланированные на тот год мероприятия вынуждены были отменить. На отмену мероприятий в 2015 году повлияло распространение вируса Эболы.
29 августа 2016 года на стадионе прошло мероприятие в честь IX съезда Социалистического союза патриотической молодёжи КНДР. Особенностью этого мероприятия стало исполнение различных композиций — слоганов, слов, фраз, фигур и т.д. — с помощью трёхцветных фонарей (красный, синий и зелёный) на трибуне стадиона, а также аналогичные композиции, исполненные факельным шествием. Что факела, что фонари - все элементы исполняются большим количеством людей, достигающим до нескольких десятков тысяч.
С 2018 по 2020 годы на стадионе проходили схожие по сути фестивалю «Ариран» мероприятия:
- 2018 год — «Славная Родина» (кор. 빛나는 조국)[19][20][21]
- 2019 год — «Страна народа» (кор. 인민의 나라)[22]
- 2020 год — «Великое руководство» (кор. 위대한 향도).

## Галерея
- Внешний вид стадиона
- Массовый праздник «Ариран» по случаю 100-летнего юбилея со дня рождения Ким Ир Сена. 2012 год
- Вид на стадион и монумент идей Чучхе